# Sabina Hidalgo
María Sabina Hidalgo Pano (Guadalajara, 20 de septiembre de 1999), conocida como Sabina Hidalgo, es una cantante y bailarina mexicana.  Fue integrante del grupo pop global Now United, representando a México. 

## Primeros años y carrera
Hidalgo nació en la ciudad mexicana de Guadalajara el 20 de septiembre de 1999. A los dos años se dio cuenta de su deseo de convertirse en una bailarina. 
En 2017, Hidalgo fue anunciada como la representante mexicana del grupo pop global Now United. En diciembre del mismo año, el grupo lanzó su primer sencillo, "Summer In The City". 

## Vida personal
Hidalgo está casada con el futbolista mexicano Tepa González.   El 24 de febrero de 2022 anunció su embarazo y el 4 de agosto dio a luz a Enzo González Hidalgo. El 3 de junio de 2023 Hidalgo se comprometió con González y el 31 de mayo de 2024 se casaron.

## Filmografía

### Videoclip
| Año  | Título | Artista      | Árbitro. |
| ---- | ------ | ------------ | -------- |
| 2016 | "Niña" | Carlos Unger | [ 8 ]    |

### Documental
| Año  | Título                            | Personaje  | Notas                                                   | Referencia |
| ---- | --------------------------------- | ---------- | ------------------------------------------------------- | ---------- |
| 2018 | Meet Sabina                       | Ella misma | Un vídeo donde Hidalgo cuenta su historia de vida.      |            |
| 2018 | Dreams Come True: The Documentary | Ella misma | Documental que muestra la creación del grupo Now United | [ 9 ]      |